# Justine Kabwe (Luanshya)
Justine Kabwe è un ward dello Zambia, parte della Provincia di Copperbelt e del Distretto di Luanshya.